# Pujol de la Guàrdia

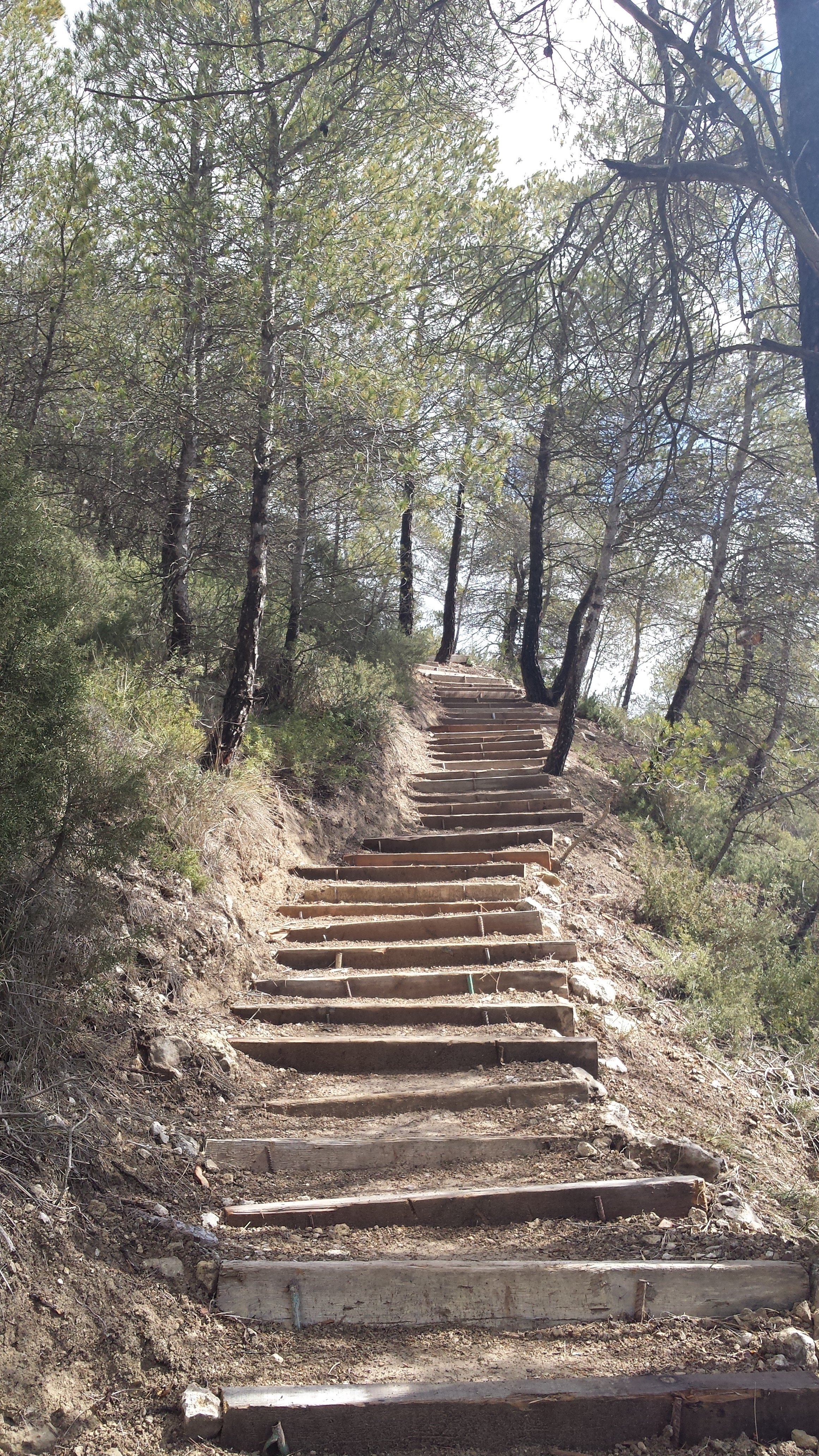
Camí d'accés al Pujol de la Guàrdia.

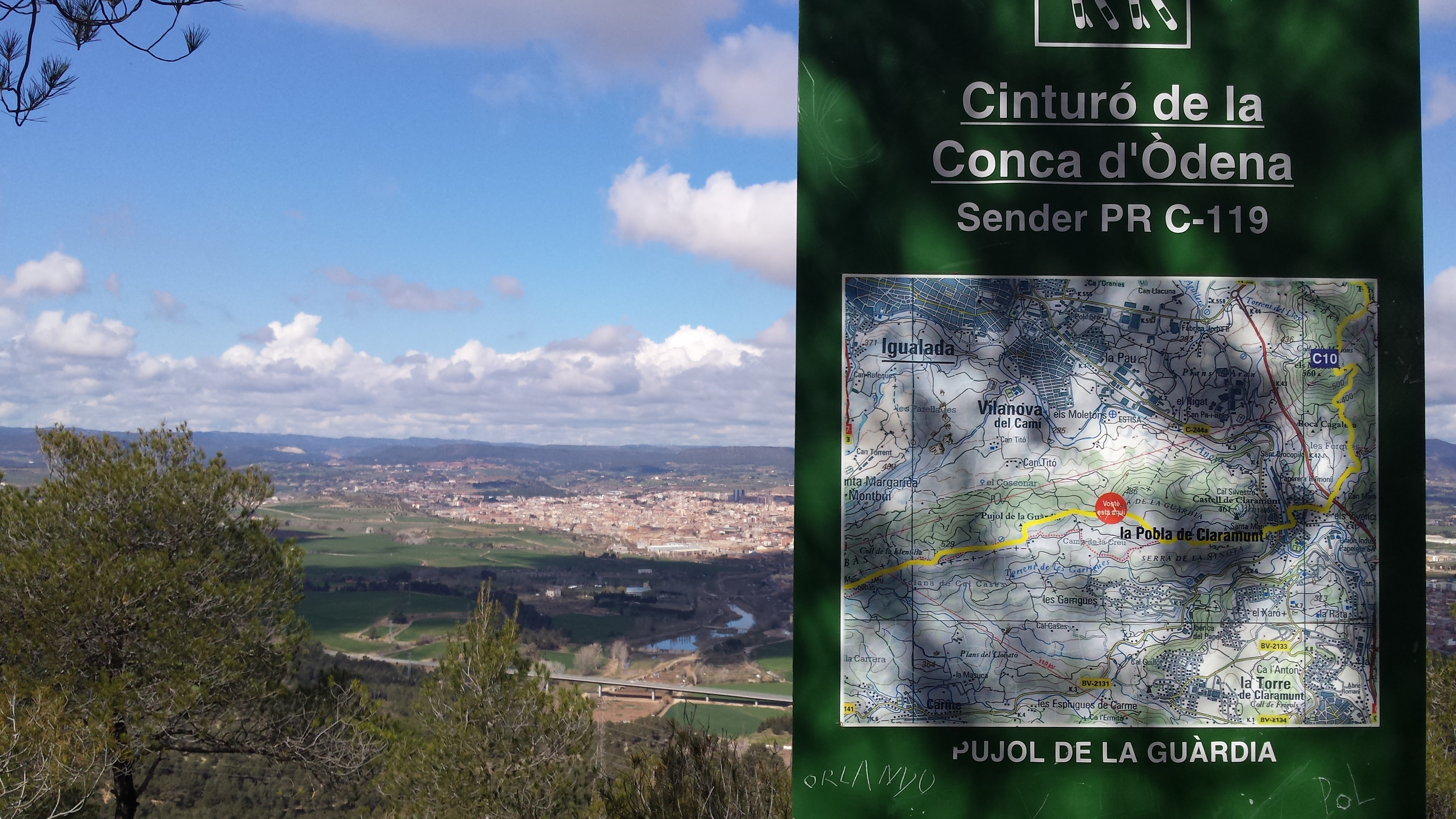
Fotografia realitzada des del cim del Pujol de la Guàrdia, a Vilanova del Camí.

El Pujol de la Guàrdia és la muntanya més alta del municipi de Vilanova del Camí. Té una altitud de 488 metres sobre el nivell del mar i es troba prop del límit municipal amb la Pobla de Claramunt, a la comarca de l'Anoia.

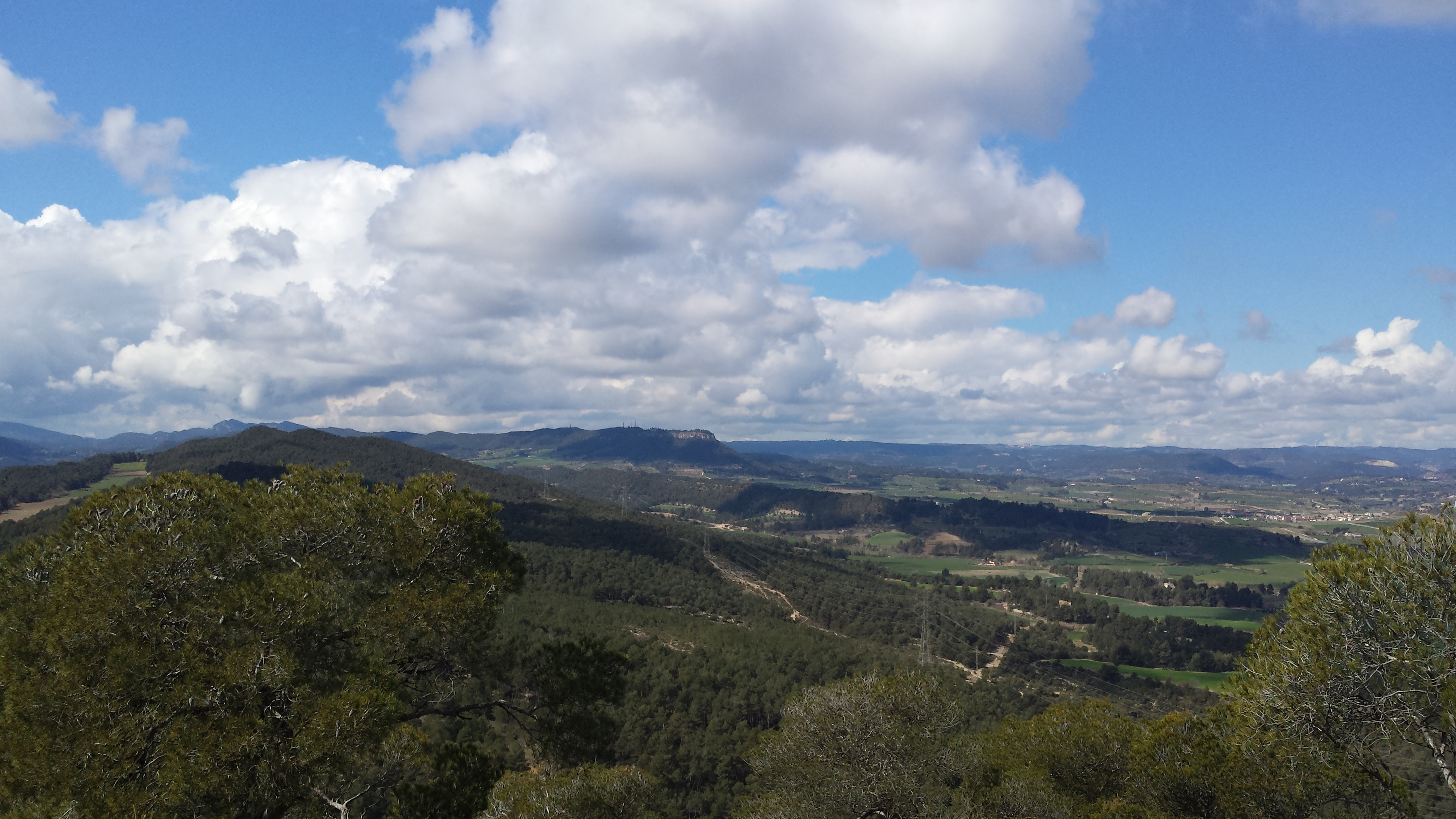

S'hi pot accedir mitjançant el PR – C119 Cinturó de la Conca d'Òdena Arxivat 2016-04-19 a Wayback Machine..